# Methone
Methone (från grekiskans Μεθωνη) är en av Saturnus månar. Den går även under namnet Saturnus XXXII och det tillfälliga namnet  S/2004 S 1. 
Methone och närbelägna Pallene var de två första månarna som upptäcktes från bilder tagna av rymdsonden Cassini. Lite är känt om dem.

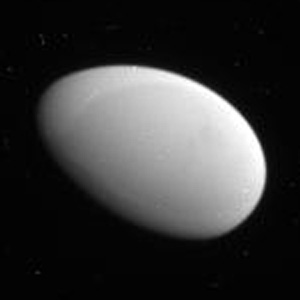
Methone